# Aletha Leidelmeijer
Aletha Leijdelmeijer (Amersfoort, 4 augustus 1984) is een Nederlandse presentatrice.

## Biografie
Leijdelmeijer studeerde journalistiek aan Hogeschool Windesheim in Zwolle. Daarnaast volgde ze een master aan de Universiteit van Freiburg. Na haar studie werd ze redactrice op de sportafdeling van Eyeworks. Tegelijkertijd werd ze verslaggever sport bij Omroep West. Hierna vervulde ze dezelfde functie bij RTV Noord-Holland. In 2008 vervulde ze deze functie ook voor RTV Utrecht, waar ze ook als presentatrice aan de slag ging.
Na acht jaar voor RTV Utrecht te hebben gewerkt, stapte Leijdelmeijer over naar het toenmalige FOX Sports en later ESPN. Leijdelmeijer is samen met Jan Joost van Gangelen het presentatieduo van De Eretribune. Daarnaast is Leijdelmeijer regelmatig presentatrice in de voetbalstadions bij wedstrijden in zowel de Eredivisie mannen en Vrouwen Eredivisie.

## Privé
Leijdelmeijer is moeder van een dochter.